# Virk
Virk je priimek več znanih Slovencev:
- Andreja Virk Žerdin, TV voditeljica, pisateljica, scenaristka
- Florijan Virk (1820—1890), krčmar, Trdinov gospodar
- Jani Virk (*1962), pisatelj, pesnik, prevajalec in urednik
- Janez Virk, smučarski učitelj, športni pedagog (oče Toma in Janija Virka)
- Jožef Virk (1810—1880), rimskokatoliški duhovnik in pesnik
- Sara Virk, prevajalka
- Tomo Virk (*1960), književnik, literarni teoretik in kritik, esejist, prevajalec, univ. profesor, izr. član SAZU
- Žiga Virk, matematik, prof. FRI UM